# Left Forum

Bandera de Left Forum.

La Left Forum es una reunión anual a la izquierda militante en Estados Unidos que reúne a activistas de movimientos sociales e intelectuales de todo el mundo. Sus asistentes son miembros de anarquistas, comunistas y socialistas principalmente.

## Foro 2010
El foro se reúne anualmente durante un fin de semana, la más reciente entre los días 19 y 21 de marzo de 2010. El tema principal del Foro 2010 fue "El centro no se sostiene" y se centró en el estado deplorable, no sólo de los más radicales, sino también de la izquierda militante en ese país y en menor medida también en todo el mundo.
El resumen oficial de la reunión dice: La crisis capitalista en curso ha generado grandes esperanzas para los partidos y movimientos sociales de izquierda, tanto en EE. UU. como en otras partes del mundo. Sin embargo, hasta ahora no se ha dado una regeneración, la izquierda sigue fracturada y confusa, a la deriva y lejos de su base de trabajo, mientras que la derecha parece haber emergido como el más fuerte o por lo menos la fuerza más potente. El resultado es que sigue habiendo una alta tasa de desempleo, unos salarios bajos y una inseguridad creciente. En EE. UU. la administración de Obama negocia desde el centro y reconoce cada vez más a los intereses empresariales y políticos conservadores.
¿Puede darse la vuelta a esto? ¿Pueden las dificultades y oportunidades generadas por la crisis capitalista convertirse en el detonante de la reactivación de la izquierda transformadora?.
Según su sitio web: "Nuestro trabajo es paralelo y se fertiliza con la renovación de la fuerza a la izquierda en otras partes del mundo, desde los movimientos indígenas en Bolivia a los agricultores de Corea del Sur pasando por las victorias electorales de los partidos de izquierda en Europa y América Latina.
Al igual que muchos otros movimientos, el Left Forum vincula la crítica del neoliberalismo con la lucha contra el capitalismo para promover alternativas radicales al orden establecido. Además, proporciona un contexto para la participación crítica de personas de diferentes tendencias de izquierda que, sin embargo, buscar un terreno común.
El Left Forum ofrece un espacio único para las ideas fundamentales para la teorización y construcción de un resurgimiento de la izquierda. En 2009 tuvo más de 200 paneles y 600 oradores con alrededor de 3.000 asistentes, dos muestras de arte internacional, un festival de cine y presentaciones artísticas de teatro.